# Záhornice
Záhornice (en allemand : Sahornitz) est une commune du district de Nymburk, dans la région de Bohême-Centrale, en République tchèque. Sa population s'élevait à 425 habitants en 2020.

## Géographie
Záhornice se trouve à 4,5 km au nord de Městec Králové, à 19 km au nord-est de Nymburk et à 64 km à l'est-nord-est de Prague.
La commune est limitée par Chotěšice au nord, par Kněžice et Sloveč à l'est, par Městec Králové au sud, et par Činěves et Dymokury à l'ouest.

## Histoire
La première mention écrite de la localité date de 1225.

## Administration
La commune se compose de deux quartiers :
- Poušť
- Záhornice

## Transports
Par la route, Záhornice se trouve à 5,5 km de Městec Králové, à 24 km de Nymburk et à 78 km de Prague.